# Alan Burgess (autor)
Alan Burgess (1 de febrero de 1915 - 10 de abril de 1998) fue piloto de la Real Fuerza Aérea inglesa y también escribió varios libros biográficos y de no ficción entre las décadas de 1950 y 1970. Escribió biografías de Gladys Aylward y Flora Sandes, y coescribió la autobiografía de Ingrid Bergman. La película The Inn of the Sixth Happiness se basa en la biografía de Gladys Aylward escrita por Burgess.
Tras haber servido en la Real Fuerza Aérea inglesa durante la Segunda Guerra Mundial, Burgess escribió The Longest Tunnel: The True Story of World War II's Great Escape. 

## Obras

### Novelas
- Alan Burgess (1968). The Word for Love. Dutton.

### No ficción

#### Biografías
- Alan Burgess (1957). The Inn of the Sixth Happiness.
- Alan Burgess (1959). The Small Woman: The Heroic Story of Gladys Aylward. Reprint Society. ISBN 9780330101967.
- Alan Burgess (1963). The Lovely Sergeant. Readers Book Club.
- Alan Burgess (1975). Daylight Must Come: The Story of a Courageous Woman Doctor in the Congo. G. K. Hall. ISBN 978-0-8161-6281-9.
- Ingrid Bergman; Alan Burgess (1980). Ingrid Bergman: My Story. Delacorte Press. ISBN 978-0-4400-3299-1.
- Kay Sandiford, Alan Burgess (1984). Shattered Night. ISBN 9780446512596.

#### Historia
- Alan Burgess (1960). Seven Men at Daybreak. Evans Bros.
- Alan Burgess (1990). The Longest Tunnel: The True Story of World War II's Great Escape. Naval Institute Press. ISBN 978-1-59114-097-9.

## Adaptaciones
- The Inn of the Sixth Happiness (1958), película dirigida por Mark Robson, basada en el libro del mismo nombre de Burgess.
- Operation Daybreak (1975), película dirigida por Lewis Gilbert, basada en el libro Seven Men at Daybreak